# Trans (Mayenne)
Trans – miejscowość i gmina we Francji, w regionie Kraj Loary, w departamencie Mayenne.
Według danych na rok 1990 gminę zamieszkiwały 273 osoby, a gęstość zaludnienia wynosiła 18 osób/km² (wśród 1504 gmin Kraju Loary Trans plasuje się na 1004. miejscu pod względem liczby ludności, natomiast pod względem powierzchni na miejscu 769.).